# Air Density Explorer

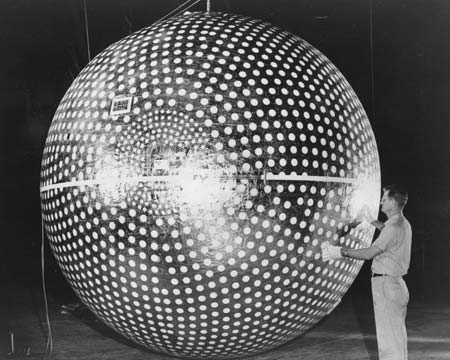
Explorer 9 gonflé au sol.

Air Density Explorer ou ADE désigne une série de satellites artificiels de format ballon lancés sur une orbite basse par la NASA entre 1960 et 1975 pour étudier la densité et la composition des couches supérieures de l'atmosphère terrestre. Les satellites constitués d'un ballon gonflable passif de moins de 10 kg font partie du programme de satellites scientifiques Explorer.

## Caractéristiques techniques
Un satellite ADE est une sphère gonflable de 3,6 mètres de diamètre dont l'enveloppe est constituée de couches alternées d'aluminium et de mylar. La couche interne est en mylar tandis que la couche externe est en aluminium. Des points de peinture blanche de 5,6 cm de diamètre sont peints à la surface pour réaliser l'équilibre thermique. Un petit émetteur radio installé à l'intérieur de la sphère envoie un signal sur 136 MHz (puissance 15 mW) permettant aux observateurs au sol de suivre le ballon. L'émetteur est alimenté en électricité par quelques cellules solaires réparties à la surface du ballon dont l'énergie est stockée dans une batterie. La structure externe du ballon en aluminium sert d'antenne. Avant le lancement, le satellite dégonflé est placé dans un cylindre de 21,6 cm de diamètre et 48,3 cm de long. L'ensemble a une masse comprise entre 6 et 9 kg. Tous les satellites ont été mis en orbite par des fusées Scout. Une fois le dernier étage du lanceur en orbite, une bouteille d'azote est utilisée pour gonfler le ballon puis celui-ci est éjecté.

## Contexte et objectifs
Du fait de sa forme symétrique, un ballon placé dans l'espace permet de déterminer relativement facilement la densité du milieu traversé en comparant son orbite théorique et son orbite réelle. L'objectif de la série des satellites ADE est de déterminer la densité des couches supérieures de l'atmosphère dans lesquelles il circule en fonction de l'altitude, la latitude, la saison et l'activité solaire.

## Historique des missions

### S-56
Explorer S-56 est la première tentative de placer la sphère gonflable en orbite. Le modèle utilisé a un diamètre un peu plus important que les suivants (3,7 m contre 3,6 m). Le lancement a lieu le 4 décembre 1960. Il s'agit à la fois du premier lancement effectué par la fusée Scout et de la première utilisation de la base de lancement de Wallops. Le deuxième étage de la fusée dans sa version X1 ne s'allume pas et le satellite s'abime dans l'océan Atlantique à 130 km de son point de départ.

### Explorer 9

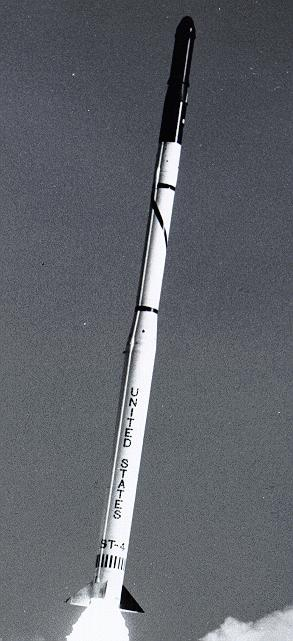
Lancement dExplorer 9 par une fusée Scout.

Explorer 9 est une copie du S-56. Il est lancé le 16 février 1961 à 13 h 12 GMT par le même type de fusée. La mise en orbite réussit mais l'apogée est moins haute que prévu : le satellite circule sur une orbite basse  545 × 2 225 km avec une inclinaison de 38.91° en 118,60 minutes. La puissance de l'émetteur radio est trop faible pour que ses émissions puissent être captées au sol et les chercheurs doivent utiliser le réseau de caméras Baker-Nunn pour suivre les déplacements du ballon. Le satellite effectue sa rentrée atmosphérique le 9 avril 1964.

### Explorer 19
Explorer 19 ou AD-A comme tous les satellites suivants est lancé depuis la Vandenberg. Il est mis en orbite le 19 décembre 1963 alors qu'Explorer 9 est toujours en activité ce qui permet d'obtenir de manière simultanée les densités en deux endroits de l'atmosphère terrestre.

### Explorer 24
Explorer 24 ou AD-B est lancé le 21 novembre 1964 avec le satellite Explorer 25 (Injun) par une fusée Scout X4. Il effectue sa rentrée atmosphérique le 18 octobre 1968.

### Explorer 39
Explorer 39 ou AD-C est lancé le 8 août 1968 avec le satellite Explorer 40 (Injun) par une fusée Scout B. L'émetteur radio tombe en panne en juin 1971 et par la suite le suivi est effectué avec le réseau de caméras Baker-Nunn. Il ne devrait effectuer sa rentrée atmosphérique qu'environ 50 ans après son lancement.

### Explorer DAD-Aet-B
DAD-B  (en anglais : Dual Air Density Explorer-B) est lancé avec le satellite DAD-A une sphère rigide de 76 cm de diamètre et équipée d'un spectromètre de masse. La présence simultanées des deux satellites en orbite doit permettre de mesurer le profil vertical de la haute atmosphère. Le lanceur Scout F1 est victime d'une défaillance et les satellites sont détruits.

### Tableau des missions
| Explorer      | Nom   | Date de lancement | Lanceur  | Base de lancement | Orbite (apogée, périgée, inclinaison) | Masse  | Rentrée atmosphérique | Commentaire                         |
| ------------- | ----- | ----------------- | -------- | ----------------- | ------------------------------------- | ------ | --------------------- | ----------------------------------- |
| Explorer (9)  | S-56  | 4 décembre 1960   | Scout X1 | Wallops           | Échec                                 | 6,3 kg | ---                   |                                     |
| Explorer 9    | S-56a | 16 février 1961   | Scout X1 | Wallops           | 634 km 2 583 km 38,86°                | 7 kg   | 9 avril 1964          |                                     |
| Explorer 19   | AD-A  | 19 décembre 1963  | Scout X4 | Vandenberg        | 590 km 2 394 km 78,62°                | 7,7 kg | 10. Mai 1981          |                                     |
| Explorer 24   | AD-B  | 21 novembre 1964  | Scout X4 | Vandenberg        | 525 km 2,498 km 81,36°                | 8,6 kg | 18 octobre 1968       | lancé avec le satellite Explorer 25 |
| Explorer 39   | AD-C  | 8 août 1968       | Scout B  | Vandenberg        | 670 km 2,538 km 80,66°                | 9,4 kg | 22 juin 1981          | lancé avec le satellite Explorer 40 |
| Explorer (57) | DAD-B | 5 décembre 1975   | Scout F1 | Vandenberg        | Échec                                 | 9 kg   | ---                   | lancé avec DAD-A                    |